# Diffembach-lès-Hellimer
Diffembach-lès-Hellimer è un comune francese di 379 abitanti situato nel dipartimento della Mosella nella regione del Grand Est.

## Società

### Evoluzione demografica
Abitanti censiti